# Alicia (Grecia)

Mapa de algunas de las ciudades griegas de las regiones de Etolia y Acarnania en la Antigüedad. Alicia se ubicaba en Acarnania.

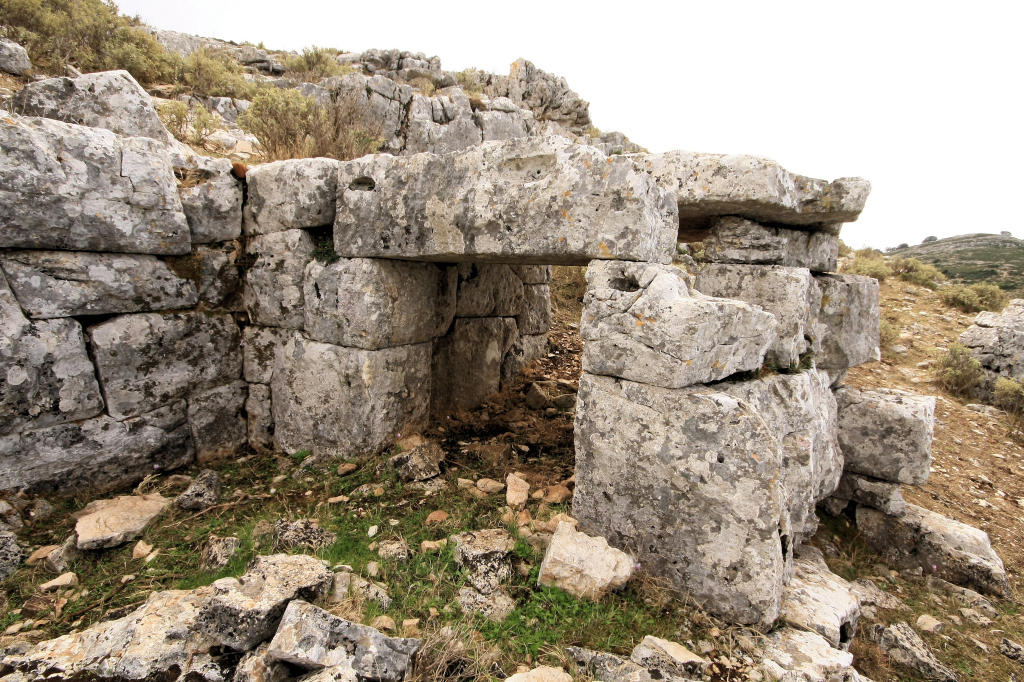
Algunos de los restos de la antigua Alicia.

Alicia o Alicea (en griego, Ἀλυζια o Αλύζεια) es el nombre de una antigua ciudad griega de Acarnania. 
Según Éforo, su fundador epónimo fue Aliceo, personaje de la mitología griega, hijo de Icario y hermano de Penélope y Leucadio.
Es citada por Tucídides como uno de los lugares que, durante la guerra del Peloponeso estaba en poder de los atenienses.
Jenofonte, por su parte, menciona que frente a la costa de Alicia, en el año 375 a. C. hubo una batalla naval entre los atenienses dirigidos por el estratego Timoteo y los lacedemonios comandados por Nicóloco. Vencieron los atenienses y Timoteo mandó erigir un trofeo en Alicia.
Estrabón la ubica a quince estadios de la costa, donde había un puerto consagrado a Heracles y un santuario. Este santuario era el lugar de origen de un grupo escultórico realizado por Lisipo llamado Los trabajos de Heracles, que fue llevado a Roma por un pretor.
Se ha localizado en un lugar situado a 3 km de la costa de Acarnania frente a la isla de Léucade, en la actual localidad de Kandila.